# Sabella teredula
Sabella teredula är en ringmaskart som beskrevs av Chiereghini in Siebold 1850. Sabella teredula ingår i släktet Sabella och familjen Sabellidae. Inga underarter finns listade i Catalogue of Life.